# Juan Grijalbo
Juan Grijalbo Serres (Gandesa, Tarragona, 3 de julio de 1911-Barcelona, 22 de noviembre de 2002) fue un editor español.

## Biografía
Empleado del Banco Zaragozano, entró en contacto con el PSUC.En plena Guerra civil, fue nombrado vocal de construcción en el Consejo de Economía de la Generalidad de Cataluña como representante de la UGT.A instancias de Estanislau Ruiz i Ponsetí, de la editorial Gustavo Gili, salvó unos valiosos libros religiosos que iban a ser quemados y Ramón Sopena y Santiago Salvat lo promovieron a delegado de la Generalidad en la Cámara del Libro de Barcelona.
Al terminar la Guerra civil se exilió en México donde montó la editorial Atlante con un grupo de exempleados de la editorial Labor como José Ferrater Mora, gracias a la ayuda inicial del Gobierno de Negrín. Ya en solitario, rebautizó la empresa con su propio nombre, Editorial Grijalbo, y publicó libros marxistas, pero sobre todo "best sellers" estadounidenses, como El Padrino de Mario Puzo.
En 1965, se estableció de nuevo en España. En 1976 fundó con Gonzalo Pontón y asesores como Xavier Folch, Manuel Sacristán o Josep Fontana la editorial Crítica. En 1980 se asoció con Dargaud y pasó a editar muchos clásicos del cómic franco-belga.
En 1989, vendió su editorial al grupo italiano Mondadori. En 1991, creó otra editorial, de nombre Serres, dedicada en buena parte a la publicación de literatura infantil y juvenil.

## Premios
- Medalla de Oro de la Ciudad de Barcelona
- 2001 Gran Cruz de la Orden de Isabel II la Católica.[2]